# منزل تشارلز وينشيب
بيت تشارلز وينشيب هو منزل تاريخي في شارع قصر 13 في ويكفيلد بولاية ماساتشوستس. تم بناء قصرعائلة ستوري الثاني (والذي تم تسميت الشارع بإسمهم) بين عامي 1901 و1906 لصالح تشارلز وينشيب، وهو مالك مطاحن هارفارد ستوري (بالشراكة مع إليزابيث بوت ‏). وهي شركة ذات وجود تجاري كبير في ويكفيلد من ثمانينيات القرن التاسع عشر وحتى الأربعينيات. إنه من أكثر المباني تجديداً في المدينة، ويضم سقف واسع مع درابزين في الأعلى، ورواق من طابقين في الأمام.
تم إدراج المنزل من قبل السجل الوطني للأماكن التاريخية عام 1989 كأحد الأماكن الأثرية. 
بسبب الإفلاس عام 2008 ومغادرة تيريزا وايتاكر، المقيمة الأخيرة والمالكة. ورهن ملكية العقار عام 2010. المنزل الآن مهجور وفي حالة سيئة جداً.